# 리스본 대학교 (1911~2013년)
리스본 대학교(UL)(포르투갈어: Universidade de Lisboa, pronounced [univɨɾsiˈdad(ɨ) dɨ liʒˈboɐ]; 라틴어: Universitas Olisiponensis)는 포르투갈 리스본에 위치한 공립 대학교다. 총 8개의 단과대학으로 구성되어 있다. 포르투갈 왕정이 무너진 뒤인 1911년 설립되었지만, 리스본에 대학이 있었던 역사는 13세기로 거슬러 올라간다. 2013년 리스본 공과 대학교와 합쳐 새로운 리스본 대학교가 출범하였다.